# Verraco de Mingorría
El verraco de Mingorría es una escultura de piedra con forma de animal (concretamente un verraco, o cerdo reproductor) sito junto a la Ermita de San Cristóbal o de la Virgen en Mingorría desde tiempo inmemorial.

## Descripción
Su estado de conservación es relativamente razonable dada la erosión a que se ha visto sometido por su situación en lo alto de una colina. Otro verraco de similar tamaño fue utilizado para la construcción de la ermita por lo que cabe pensar que, aunque originalmente estuvieran ubicados en otro sitio, llevan desde la construcción del templo en ese mismo lugar.

### Dimensiones
120 x 100 x 67 cm.